# Ruta CH-181
É uma rodovia que corta a Região da Araucanía no sul do Chile. A estrada inicia em Victoria e termina no Passo de Pino Hachado, a 1885 metros de altitude. A rodovia continua na Argentina como a Ruta Nacional 242. Parte de seu traçado compreende o Projeto Turístico Ruta Interlagos.
Podem ocorrer interrupções eventuais no tráfego no trecho andino, durante o inverno. Durante nevascas é obrigatório o uso de correntes nos pneus.

## Pontos de referência
- km   0 - Autopista de la Araucanía (Ruta CH-5).
- km  91 - Pedágio nas proximidades do Túnel Las Raíces.
- km 158 - Localidade de Liucura.
- km 179 - Passo Fronteiriço de Pino Hachado.

## Alfândega
- Complexo Fronteiriço Pino Hachado, localizado nas proximidades de Liucura, entre extensos bosques a 1.280 metros de altitude, dispõe de "Serviço Agrícola Pecuário", "Polícia de Investigações", "Carabineros" e a "Aduana Chilena".
- Horário de funcionamento:
  - Inverno (15 de maio–1 de setembro): 8 as 20 horas.
  - Verão (2 de setembro–14 de maio): 8 as 21 horas.